# Бронепалубни крайцери тип „Монтгомъри“
Монтгомъри (на английски: Montgomery) са серия бронепалубни крайцери на ВМС на САЩ. Проектът е строен по програмата за развитие на флота от 1888 г. Всичко от серията са построени 3 единици: „Монтгомъри“ (на английски: USS Montgomery, C-9), „Детройт“ (на английски: USS Detroit, C-10) и „Марбълхед“ (на английски: USS Marblehead, C-11). Явяват се междинен клас кораби между крайцер и канонерска лодка.

## Конструкция

### Въоръжение
Основната огнева мощ на крайцерите са 127 mm оръдия Mark 3 с дължина на ствола от 40 калибра. Установката тежи 6440 kg, масата на снаряда е 22,7 kg. При начална скорост на снаряда от 701 m/s, далекобойността е 14 630 m. Техническата скорострелност съставлява 12 изстрела в минута, боекомплектът е 100 снаряда на оръдие. Крайцерите имат по 10 такива оръдия, две от които са в кърмата, останалите по бордовете, в спонсони.
Останалата артилерия е представена от слаби оръдия калибри 57 mm и 37 mm. Последните могат да изстрелват до 25 снаряда в минута.

## История на службата
- „Монтгомъри“ е заложен февруари 1890 г. на стапелите на фирмата Columbian Iron Works в Балтимор, спунат е на вода на 5 декември 1891 г., а влиза в строй на 21 юни 1894 г. Изваден от списъците на флота през август 1919 г. Продаден за скрап.

- „Детройт“ е заложен февруари 1890 г. от Columbian Iron Works в Балтимор, спунат е на вода на 28 октомври 1891 г., а влиза в строй на 20 юли 1893 г. Изваден от списъците на флота през юли 1910 г. Продаден за скрап.

- „Марбълхед“ е заложен октомври 1890 г. на стапелите на фирмата City Point Works в Бостън, спунат е на вода на 11 август 1892 г., а влиза в строй на 2 април 1894 г. Изваден от списъците на флота през август 1921 г. Продаден за скрап[1].

## Оценка на проекта
Крайцерите на типа „Монтгомъри“ са по скоро големи канонерски лодки. Във ВМС на САЩ са наречени „мирни крайцери“. Те са подходящи за демонстрация на флага, могат да действат на плитководие, но съвършено не отговарят на изискванията на истинската война.

## Коментари
1. ↑  Префиксът „USS“ е от на английски: United States Ship (Кораб на Съединените щати).
2. ↑  Буквите показват принадлежността на кораба към съответен клас: ВВ – линкор, СС, CL, СА – съответно линеен, лек или тежък крайцер, CV – самолетоносач, DD – разрушител, SS – подводница и т.н.